# شهرستان اوزکند
شهرستان اوزکند (به قرقیزی:Өзгөн району، ۅزگۅن رايونۇ)(به روسی: Узгенский район) یک شهرستان از استان اوش در جنوب غربی قرقیزستان واقع شده‌است. این شهرستان دارای مساحت ۳۳۰۸ کیلومترمربع (۱۲۷۷ مایل مربع) می‌باشد. مرکز این شهرستان شهر اوزکند است.

## خصوصیات
شهرستان اوزکند بر اساس آمار سال ۲۰۰۹، دارای یک شهر و ۱۹ روستا است و دارای ۲۲۸٬۱۱۴ نفر جمعیت است که از این تعداد، ۴۹،۴۱۰ نفر در نقاط شهری و ۱۷۸،۷۰۴ نفر باقی‌مانده در نقاط روستایی زندگی می‌کنند. از این جمعیت، ۷۳.۸٪ قرقیز، ۲۲.۲٪ ازبک، ۳.۱٪ ترک، ۰.۳٪ روس، ۰.۳٪ اویغور، ۰.۱٪ تاتار، ۰.۱٪ تاجیک و ۰.۱٪ از گروه‌های قومی دیگر می‌باشند.